# Vukušica
Vikušica (szerbül: Вукушица), település Szerbiában, a Raškai körzet Vrnjačka Banja-i községében.

## Népesség
- 1948-ban 385 lakosa volt.
- 1953-ban 427 lakosa volt.
- 1961-ben 353 lakosa volt.
- 1971-ben 320 lakosa volt.
- 1981-ben 310 lakosa volt.
- 1991-ben 283 lakosa volt.
- 2002-ben 246 lakosa volt, akik közül 241 szerb (97,96%) és 5 montenegrói.